# Federação Internacional de Beisebol
A Federação Internacional de Beisebol (IBAF) (inglês: International Baseball Federation) é o órgão diretor mundial do beisebol.
Ela sanciona o jogo entre equipes das federações nacionais de países membros por meio de torneios como a Copa do Mundo de Beisebol, o Clássico Mundial de Beisebol (em conjunto com a Major League Baseball), a Copa Intercontinental e o torneio olímpico de beisebol (em conjunto com o COI).
A IBAF foi fundada em 1938. Ela modificou seu nome várias vezes em sua história: em 1944, adotou o nome oficial de Federación Internacional de Béisbol Amateur (FIBA); em 1973, surgiu a rival Federación Mundial de Béisbol Amateur (FEMBA), que se reintegrou à FIBA em 1976 sob o nome de International Baseball Association (AINBA), mudando o acrônimo oficial para IBA em 1984, antes de retornar ao seu nome e abreviatura originais em 2000.
Há 112 países membros, através de cinco confederações continentais reconhecidas. Sua sede fica em Lausanne, Suíça. Harvey Schiller é o presidente.

## Presidentes
| Ordem      | Periodo     | Nome                   | País                |
| ---------- | ----------- | ---------------------- | ------------------- |
| 1*         | 1938 – 1938 | Leslie Mann            | Estados Unidos      |
| 2*         | 1939 – 1943 | Jaime Mariné           | Cuba                |
| 1**        | 1944 – 1945 | Jorge Reyes            | México              |
| 2**        | 1946 – 1947 | Pablo Morales          | Venezuela           |
| 3**        | 1948 – 1950 | Chale Pereira          | Nicarágua           |
| 4**        | 1951 – 1952 | Pablo Morales          | Venezuela           |
| 5**        | 1953 – 1968 | Carlos M. Zecca        | Costa Rica          |
| 6**        | 1969 – 1973 | Juan Isa               | Antilhas Holandesas |
| 7**        | 1973 – 1975 | Juan Isa               | Antilhas Holandesas |
| 1***       | 1973 – 1974 | William Fehring        | Estados Unidos      |
| 2***       | 1975 – 1975 | Carlos J. García       | Nicarágua           |
| 1 (1)****  | 1976 – 1979 | Manuel González Guerra | Roménia             |
| 2 (2)****  | 1981 – 1983 | Robert E. Smith        | Estados Unidos      |
| 3 (1)***** | 1984 – 1993 | Robert E. Smith        | Estados Unidos      |
| 4 (2)***** | 1993 – 1999 | Aldo Notari            | Itália              |
| 1******    | 2000 – 2006 | Aldo Notari            | Itália              |
| 2******    | 2007 – 2009 | Harvey Schiller        | Estados Unidos      |
| 3******    | 2009 –      | Riccardo Fraccari      | Itália              |

- Observações

(*) 2 Presidentes da IBAF (International Baseball Federation) - entre 1938 e 1943
(**) 7 Presidentes da FIBA (Federación Internacional de Béisbol Amateur) - entre 1944 e 1975
(***) 2 Presidentes da FEMBA (Federación Mundial de Béisbol Amateur) - entre 1973 e 1975

4 Presidentes da International Baseball Association
(****) 2 entre 1976 e 1983 - entidade usando a sigla oficial AINBA
(*****) 2 entre 1984 e 1999 - entidade usando a sigla oficial IBA

(******) 3 Presidentes da IBAF (International Baseball Federation) - desde 2000

## Confederações membros
- Confederação Pan-Americana de Beisebol (Copabe) – 26 países membros
- Federação de Beisebol da Ásia (BFA) – 20 países membros
- Confederação Européia de Beisebol (CEB) – 40 países membros
- Confederação de Beisebol da Oceania (BCO) – 10 países membros
- Associação Africana de Beisebol & Softbol (ABSA) – 16 países membros